# Jenya
Yevgeniya Ivanovna Davidyuk, (russe : Евгения Ивановна Давидюк) dite Jenya (ジェーニャ, Jēnya) née le 22 mars 1981 à Novossibirsk (oblast de Novossibirsk, RSFS de Russie), est une seiyū, chanteuse et animatrice de radio russe basée au Japon.
À l'âge de 16 ans, elle s'intéresse au doublage après avoir regardé la série Sailor Moon en 1997. Elle déménage au Japon en 2005, où elle travaille à temps partiel à Akihabara.